# Boé
Boé är en kommun i departementet Lot-et-Garonne i regionen Nouvelle-Aquitaine i sydvästra Frankrike. Kommunen ligger i kantonen Agen-Sud-Est som tillhör arrondissementet Agen. År 2022 hade Boé 5 784 invånare.

## Befolkningsutveckling
Antalet invånare i kommunen Boé
| Referens: INSEE |